# Agostino Bugiardini

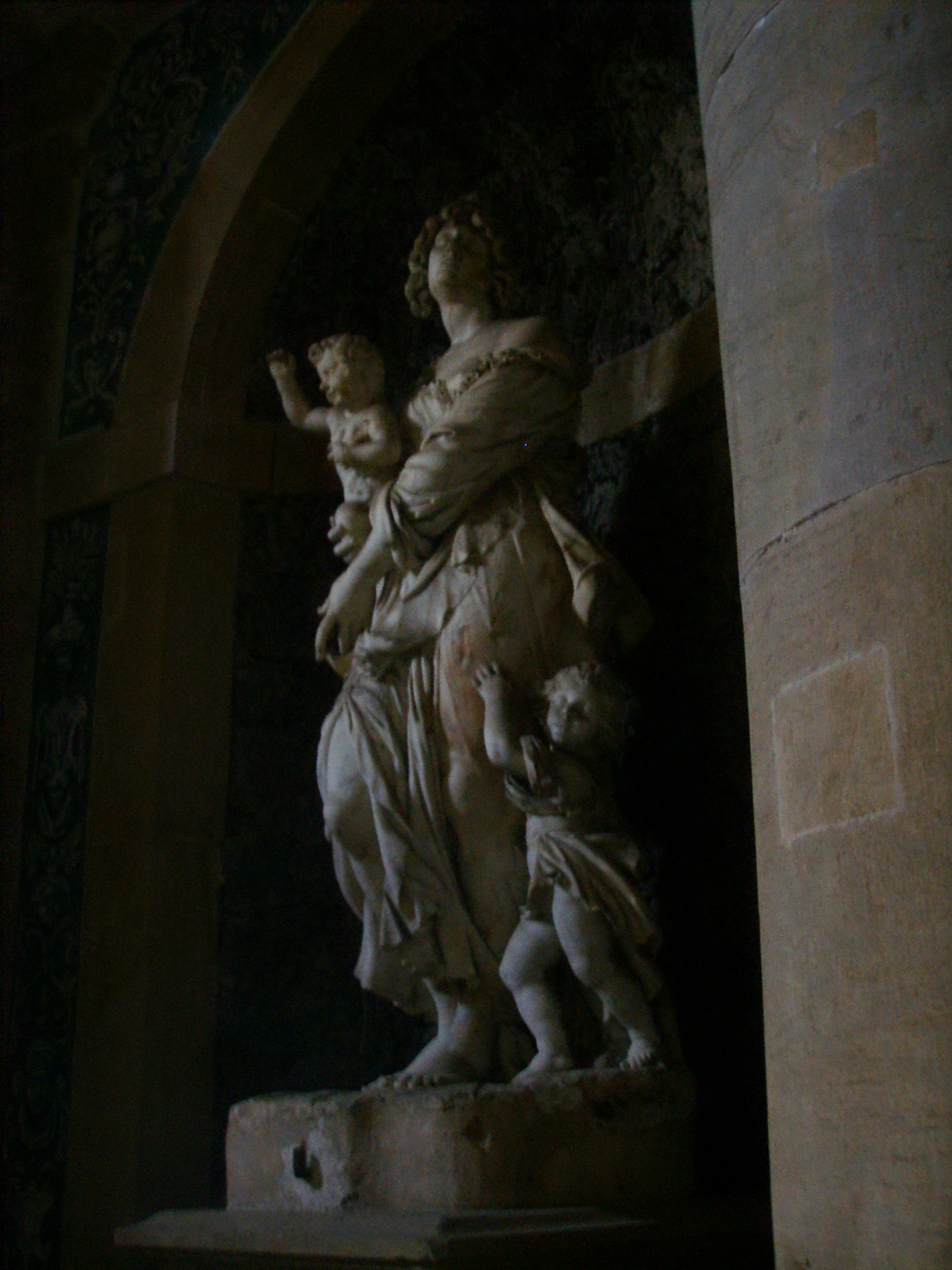
La Carità, Palazzo Pitti

Agostino Bugiardini (Firenze, XVI secolo – Firenze, 1623) è stato uno scultore italiano.

## Biografia
Agostino Bugiardini, detto anche Agostino Ubaldini, nacque a Firenze verosimilmente alla fine del XVI secolo.
Portato per le arti il padre lo mise a bottega da uno dei principali scultori di Firenze: Giovanni Caccini. Con il maestro e il suo condiscepolo Gherardo Silvani, furono per la prima volta impiegati dal loro maestro per il ciborio dell'Altare maggiore della chiesa di Santo Spirito a Firenze.
In seguito il Silvani si dedicò quasi esclusivamente all'architettura.
Ai due giovani scultori fu dato il compito di scolpire quattro cherubini (due a testa). Il Bugiardini allora collaborò con Antonio Novelli, visto la comune provenienza dalla bottega del Caccini) lavorarono spesso insieme durante tutta la loro carriera.
Nel secondo chiostro della chiesa della Santissima Annunziata scolpì, con l'immancabile aiuto del Novelli, una statua della Religione.
Una delle più importanti statue dello scultore fiorentino fu quella della Carità nella Grotta del Mosè di Palazzo Pitti.

### La morte
Sulla morte dello scultore c'è una leggenda legata ad una burla. Durante un convivio in campagna presso Impruneta, gli amici di Agostino, per burla, fecero mangiare allo scultore un gatto al posto di una lepre. Il Bugiardini schifato tornando a casa ebbe un malore e in capo ad otto giorni morì.